# Вулиця Василя Вишиваного (Київ)
Ву́лиця Василя́ Вишива́ного — вулиця в Дніпровському районі міста Києва, мікрорайон ДВРЗ. Пролягає від Марганецької до Вільхової вулиці.
Прилучаються вулиці Опришківська та Семафорна.

## Історія
Вулиця виникла на початку 1950-х років під назвою 617-та Нова. З 1953 року носила назву вулиця Олека Дундича, на честь радянського військового діяча Олека Дундича.
Сучасна назва на честь українського військового діяча, політика, дипломата, полковника Легіону Українських Січових Стрільців Вільгельма Габсбурга (Василя Вишиваного) — з 2016 року.